# 桃園市區道列表
桃園市區道列表列出桃園市管轄境內的所有區道。截至2025年2月，桃園市區道由1號編至121號，含支線實際有131條路線。
| 編號      | 路線名稱             | 起點行政區                             | 實際起點                   | 起點連接道路               | 終點行政區                                          | 實際終點                        | 終點連接道路                        | 里程   | 備註                 |
| 桃1線     | 後壁厝－海湖         | 蘆竹區海湖                             | 海湖北／濱海路路口         | 台15線                     | 蘆竹區海湖                                          | 海湖東／海湖路路口              | 市道108號                           | 3.151  |                      |
| 桃1-1線   | 海湖－海山中街       | 蘆竹區海湖                             | 海山中／濱海路路口         | 台15線                     | 蘆竹區海湖                                          | 海山中／海湖北路口              | 桃1線                               | 0.840  |                      |
| 桃2線     | 公埔－南勢角         | 蘆竹區錦中 蘆竹區長興里                  | 長榮路、南崁路路口         | 台4線                      | 蘆竹區坑子                                          | 南勢埔                          | 北121線                             | 8.254  | [ C 1 ]              |
| 桃2-1線   | 頂社－赤土坑         | 蘆竹區坑子                             | 頂社新橋                   | 市道108號                  | 蘆竹區坑子                                          | 赤塗崎                          | 桃2線                               | 2.926  |                      |
| 桃3線     | 後壁厝－南崁         | 蘆竹區坑口 蘆竹區海湖                  | 南山北／海湖北路口         | 桃1線                      | 蘆竹區錦中                                          | 南山路、中正路路口              | 台4線                               | 7.539  |                      |
| 桃4線     | 山腳－大水湳         | 蘆竹區山腳                             | 山腳國小                   | 桃3線                      | 蘆竹區山腳                                          | 外社山                          | 無                                  | 2.401  | [ C 2 ]              |
| 桃4-1線   | 後面坑－公溝         | 蘆竹區外社                             | 興化厝橋                   | 市道108號                  | 蘆竹區外社                                          | 桃園新北市界                    | 林口區無名道路                      | 1.898  | [ C 3 ]              |
| 桃5線     | 頭前－埔心           | 蘆竹區坑口                             | 坑菓路、海山路路口         | 市道108號                  | 大園區埔心里                                          | 埔心                            | 市道110號                           | 6.656  |                      |
| 桃6線     | 大竹－大岡           | 蘆竹區上竹里 蘆竹區大竹                  | 南竹路、大新路路口         | 市道110號                  | 龜山區大崗里 龜山區大湖里                             | 大湖一／忠義路路口              | 龜山區市區道路 （忠義路）           | 12.402 |                      |
| 桃7線     | 後厝－半嶺           | 龜山區樂善里                           | 文化一路、文桃路路口       | 桃9線                      | 龜山區嶺頂里                                        | 振興路、長壽路路口              | 台1線                               | 7.316  |                      |
| 桃8線     | 龜山－兔子坑         | 龜山區龜山里                           | 大同路、萬壽路路口         | 台1甲線                    | 龜山區兔坑里                                        | 兔子坑                          | 無                                  | 5.601  |                      |
| 桃9線     | 後厝－牛角坡         | 龜山區樂善里                           | 文桃路、文化一路路口       | 桃7線                      | 龜山區樂善里                                        | 桃園新北市界                    | 北118線                             | 1.780  | [ C 4 ]              |
| 桃9-1線   | 牛角坡－桃園新北市界 | 龜山區樂善里                           | 文南路、文桃路路口         | 桃9線                      | 龜山區樂善里                                        | 桃園新北市界                    | 北117線                             | 0.708  | [ C 5 ]              |
| 桃10線    | 山頂－龜山           | 龜山區山頂里                           | 台北監獄                   | 北116線                    | 桃園區萬壽里                                        | 山鶯路、萬壽路路口              | 台1甲線                             | 1.658  | [ C 6 ]              |
| 桃11線    | 西勢湖－桃園國小     | 龜山區舊路里                           | 西勢湖／振興路路口         | 桃7線                      | 桃園區東門里 桃園區東山里 桃園區萬壽里              | 成功路、春日路路口              | 桃園區市區道路 （春日路）           | 13.777 |                      |
| 桃12線    | 桃園市－三民路       | 桃園區青溪里                           | 三民路、春日路路口         | 台1線／台4線               | 龜山區中興里 龜山區山德里                           | 三民路、萬壽路路口              | 台1甲線                             | 1.622  | [ M 1 ]              |
| 桃13線    | 四湖橋－楊梅         | 楊梅區上湖                             | 桃園新竹縣界               | 竹10線                     | 楊梅區太平里                                        | 楊湖路／中山南路口              | 台1線                               | 9.294  | [ C 7 ]              |
| 桃14線    | 員林坑－陳厝坑       | 龜山區大坑里                           | 大坑路一、員林坑路路口     | 桃6線                      | 龜山區大崗里                                        | 員林坑、大湖路路口              | 桃6線                               | 4.610  |                      |
| 桃15線    | 水尾－埔子           | 蘆竹區蘆竹                             | 富國路、南崁路路口         | 台4線                      | 桃園區中埔里                                        | 富國路、永安路路口              | 市道110號                           | 6.804  |                      |
| 桃16線    | 東埔－文昌國民中學   | 桃園區長德里 桃園區慈文里 桃園區中成里 | 慈文路、永安路路口         | 市道110號                  | 桃園區大興里                                        | 民生路、春日路路口              | 台4線                               | 1.690  |                      |
| 桃17線    | 蘆竹－車仔店         | 蘆竹區蘆竹                             | 蘆竹街、富國路路口         | 桃15線                     | 桃園區萬壽里                                        | 萬壽路、復興路路口              | 台1線                               | 7.314  |                      |
| 桃18線    | 打鐵店子－水汴頭     | 桃園區西埔里                           | 莊敬路、富國路路口         | 桃15線                     | 桃園區汴洲里                                        | 莊敬路、春日路路口              | 台4線                               | 2.392  |                      |
| 桃19線    | 水尾－大華           | 蘆竹區蘆竹                             | 八股路、南崁路路口         | 台4線                      | 蘆竹區大竹                                          | 大竹路、大新路路口              | 市道110號                           | 5.647  |                      |
| 桃20線    | 監橋－三元宮         | 龍潭區三水里                           | 新竹桃園市界               | 竹20線                     | 龍潭區上林里                                        | 龍潭新埔／中豐路口              | 台3線                               | 5.847  | [ C 8 ]              |
| 桃21線    | 六福里－高原         | 龍潭區高原里                           | 新竹桃園市界               | 竹18線                     | 龍潭區高原里                                        | 福源路、中原路路口              | 桃69線                              | 1.228  | [ C 9 ]              |
| 桃22線    | 沙崙－海水浴場       | 大園區沙崙里                           | 苗圃橋                     | 桃25線                     | 大園區海口里                                        | 竹圍交流道附近                  | 桃23線                              | 3.465  |                      |
| 桃23線    | 海水浴場－竹圍       | 大園區海口里                           | 竹圍漁港                   | 無                         | 大園區海口里                                        | 竹圍                            | 大園區市區道路 （台15線舊線）       | 1.543  |                      |
| 桃24線    | 後館－海口           | 大園區圳頭里                           | 後圳橋西南側               | 桃28線                     | 大園區海口里                                        | 海口                            | 桃23線                              | 5.400  |                      |
| 桃25線    | 沙崙海邊－坡堵       | 大園區沙崙里                           | 沙崙橋                     | 無                         | 大園區後厝里                                        | 下坡堵                          | 台15線                              | 2.754  |                      |
| 桃26線    | 許厝港－沙崙         | 大園區內海里                           | 許厝港一號橋東側           | 桃30線                     | 大園區沙崙里                                        | 苗圃橋南側                      | 桃25線                              | 4.674  |                      |
| 桃27線    | 古亭－大埔           | 大園區後厝里                           | 埔心溪南側                 | 無                         | 大園區後厝里                                        | 大埔                            | 市道113號                           | 2.419  |                      |
| 桃28線    | 古亭－圳股頭         | 大園區圳頭里                           | 頂古亭                     | 桃26線                     | 大園區圳頭里                                        | 大園國中東北側                  | 市道113號                           | 1.884  |                      |
| 桃29線    | 石崎子－高種山       | 龍潭區高平里                           | 石崎子                     | 台3乙線                    | 龍潭區高平里                                        | 桃園新竹縣界                    | 竹28-1線                            | 1.303  | [ C 10 ]             |
| 桃30線    | 海邊－大園           | 觀音區草漯里                           | 忠孝路、新村路路口         | 桃32線                     | 大園區大園里                                        | 中山北／中華路路口              | 市道113號                           | 8.138  |                      |
| 桃31線    | 許厝港－埔頂         | 大園區北港里                           | 許厝港二號橋西側           | 桃30線                     | 觀音區草漯里                                        | 草漯北側                        | 桃35線                              | 4.766  |                      |
| 桃31-1線  | 許厝港－南港         | 大園區北港里                           | 許厝港二號橋西側           | 桃30線                     | 大園區南港里                                        | 南港                            | 台15線                              | 2.038  |                      |
| 桃32線    | 觀音－移民新村       | 觀音區觀音里 觀音區白玉里              | 玉林路、中興路路口         | 桃38線                     | 觀音區樹林里 觀音區草漯里                           | 新村路、忠孝路路口              | 桃35線                              | 7.143  |                      |
| 桃33線    | 海邊－南港           | 觀音區保障里                           | 海邊                       | 桃30線                     | 大園區南港里                                        | 廍崙橋東側                      | 桃31-1線                            | 3.234  |                      |
| 桃34線    | 苗圃－草漯           | 觀音區草漯里                           | 內湖                       | 桃35線                     | 觀音區保障里                                        | 八股埤北側                      | 桃40-1線                            | 2.297  |                      |
| 桃35線    | 海邊－新坡           | 觀音區草漯里                           | 草漯海濱                   | 無                         | 觀音區新坡里 觀音區大同里                           | 文中路、中山路路口              | 觀音區市區道路 （中山路）           | 7.219  |                      |
| 桃35-1線  | 草漯－崙坪           | 觀音區草漯里                           | 福山路、新生路路口         | 桃35線                     | 中壢區山東里 中壢區內厝里                           | 忠愛莊東北側                    | 市道112號                           | 6.151  |                      |
| 桃36線    | 樹林－過溪子         | 觀音區樹林里                           | 民族路、泰安街路口         | 觀音區市區道路 （泰安街）  | 觀音區富林里                                        | 民族路、大觀路路口              | 台15線                              | 1.920  |                      |
| 桃37線    | 崁頭－新坡           | 觀音區富林里                           | 工業七／玉林路路口         | 桃32線                     | 觀音區新坡里                                        | 文林路、文中路路口              | 桃35線                              | 6.294  |                      |
| 桃38線    | 觀音－海濱           | 觀音區觀音里                           | 觀音區公所東側             | 市道112號                  | 觀音區白玉里                                        | 大堀溪出海口                    | 無                                  | 1.223  |                      |
| 桃39線    | 白玉－大坡腳         | 觀音區白玉里                           | 白沙屯                     | 桃32線                     | 觀音區坑尾里                                        | 下大坡腳                        | 市道112號                           | 2.434  |                      |
| 桃40線    | 廣福－南港           | 觀音區新坡里                           | 廣大路、新生路路口         | 桃35線                     | 大園區南港里                                        | 環區西／大觀路路口              | 台15線                              | 4.888  |                      |
| 桃40-1線  | 草漯－塔腳           | 觀音區保障里                           | 八股埤西北側               | 台15線                     | 觀音區塔腳里                                        | 曲潭橋                          | 桃40線                              | 2.112  |                      |
| 桃41線    | 山東－山下           | 中壢區山東里                           | 山東國小北側               | 無                         | 中壢區山東里 中壢區內厝里                           | 山東路、中正路路口              | 市道112號                           | 2.860  |                      |
| 桃42線    | 月眉－新庄子         | 中壢區月眉里 中壢區山東里              | 月眉                       | 桃43線                     | 蘆竹區新莊里                                        | 大新路、新生路路口              | 市道110號                           | 4.717  |                      |
| 桃43線    | 崁腳－大崙           | 大園區大園里                           | 和平西／中山南路口         | 市道113號                  | 中壢區月眉里 中壢區內厝里                           | 月眉路、中正路路口              | 市道112號                           | 9.051  |                      |
| 桃43-1線  | 崙頂－內厝子         | 大園區溪海里                           | 崙后埤西南側               | 桃43線                     | 中壢區月眉里 中壢區芝芭里 中壢區內厝里              | 聖德路、中正路路口              | 市道112號                           | 8.149  |                      |
| 桃44線    | 三界壇－廣福         | 大園區和平里                           | 雙溪口                     | 桃43線                     | 大園區南港里                                        | 灣潭                            | 桃40線                              | 2.127  |                      |
| 桃45線    | 大園－新明           | 大園區田心里                             | 華興路／和平西路口         | 桃43線                     | 中壢區新明里 中壢區舊明里                               | 義民路、中山路路口              | 市道114號                           | 12.010 |                      |
| 桃46線    | 霄裡－大湳           | 八德區竹園里                           | 新興路、長興路路口         | 市道114號                  | 八德區大安里 八德區大湳里                           | 和平路、長安街路口              | 桃57線                              | 6.335  |                      |
| 桃47線    | 五塊厝－白鷺         | 大園區五權里                           | 崎頂東側                   | 桃42線                     | 中壢區篤行里 中壢區仁德里                           | 興仁路／新中北路口              | 桃48線                              | 9.049  |                      |
| 桃48線    | 普仁－大湳           | 中壢區普仁里 中壢區正義里              | 新中北／中山東路口         | 市道114號                  | 八德區大成里 八德區大慶里                           | 廣福路、介壽路路口              | 台4線                               | 6.847  |                      |
| 桃49線    | 新庄子－茄苳溪       | 蘆竹區新莊                             | 龍安街、大新路路口         | 桃42線                     | 八德區茄明里                                          | 龍安街、中華路路口              | 台1線                               | 6.555  |                      |
| 桃49-1線  | 青埔－中福           | 中壢區內定                             | 中興路、合圳北路二段路口   | 桃47線                     | 蘆竹區中福                                          | 中興路、龍安街二段路口          | 桃49線                              | 0.955  |                      |
| 桃50線    | 中興－八角店         | 蘆竹區中福                             | 新興街、龍安街路口         | 桃49線                     | 蘆竹區新興里                                          | 新興街、大竹路路口              | 市道110號                           | 1.742  |                      |
| 桃51線    | 中福－八德           | 蘆竹區中福                             | 龍壽街、龍安街路口         | 桃49線                     | 八德區興仁里 八德區福興里                           | 興豐路、中山路路口              | 八德區市區道路 （中山路）           | 7.859  |                      |
| 桃52線    | 下庄子－大興         | 八德區廣德里                           | 建國路772巷口              | 八德區市區道路 （建國路）  | 八德區大昌里 八德區大和里 八德區大華里              | 介壽路二段252巷口               | 台4線                               | 0.931  |                      |
| 桃53線    | 埔子－埔頂           | 桃園區中埔里                           | 國際路、永安路路口         | 市道110號                  | 大溪區仁和里                                        | 埔頂路、員林路路口              | 台3線                               | 13.568 |                      |
| 桃53-1線  | 松江北路－國際路二段 | 中壢區內定里                           | 文中路、松江北路路口       | 中壢區市區道路（松江北路） | 桃園區文中里                                        | 文中路、國際路路口              | 桃53線 · 桃53-2線                   | 4.037  | [ 1 ]                |
| 桃53-2線  | 國際路二段－正光路   | 桃園區文中里                           | 文中路、國際路路口         | 桃53線 · 桃53-1線          | 桃園區中正里                                        | 文中路、正光路路口              | 桃園區市區道路（正光路）            | 0.742  | [ 1 ]                |
| 桃54線    | 更寮腳－中庄街       | 八德區瑞祥里 八德區瑞德里              | 更寮腳南側                 | 台4線                      | 大溪區瑞興里                                        | 中興國小                        | 桃60線                              | 2.040  |                      |
| 桃55線    | 桃園－大湳           | 桃園區福林里 桃園區豐林里              | 介新街、介壽路路口         | 台4線                      | 八德區大千里 八德區大湳里 八德區大興里              | 東勇街、和平路路口              | 桃46線                              | 2.840  |                      |
| 桃56線    | 崎腳－松樹腳         | 大溪區瑞興里                           | 崎腳西南側                 | 桃60線                     | 大溪區仁善里                                        | 介壽路555巷口                   | 台4線                               | 2.330  | [ M 2 ]              |
| 桃57線    | 大樹林－羊稠子       | 桃園區大林里                           | 大仁路、桃鶯路路口         | 市道110號                  | 八德區大安里                                        | 長安街、興豐路路口              | 市道114號                           | 3.227  |                      |
| 桃58線    | 田心子－三層         | 大溪區一心里 大溪區田心里                  | 賴厝                       | 台7線                      | 大溪區美華里                                        | 三層北側                        | 台7線                               | 3.944  | [ M 3 ]              |
| 桃59線    | 田心子－頭寮         | 大溪區一德里                           | 慈康路、中華路路口         | 大溪區市區道路 （中華路）  | 大溪區福安里                                        | 慈康路／北橫路口                | 台7線                               | 2.956  |                      |
| 桃59-1線  | 內柵－坑底           | 大溪區義和里                           | 內柵國小東北側             | 台4線                      | 大溪區義和里                                        | 慈康路631號對面                 | 桃59線                              | 0.706  |                      |
| 桃60線    | 中庄－粟子園         | 大溪區中新里                           | 桃園新北市界               | 北83線                     | 大溪區瑞興里                                        | 武嶺橋西端                      | 台4線                               | 6.934  |                      |
| 桃63線    | 八結－阿姆坪         | 大溪區復興里                           | 百吉                       | 台7線                      | 大溪區復興里                                        | 阿姆坪                          | 大溪區一般道路 （石門水庫環湖公路） | 1.434  | [ M 4 ]              |
| 桃64線    | 南興－栗子園         | 大溪區南興里                           | 112甲線起點南側            | 市道112甲線                | 大溪區興和里 大溪區瑞興里 大溪區福仁里              | 大溪橋康莊路入口                | 台3線                               | 5.349  |                      |
| 桃65線    | 半路店－打鐵坑       | 龍潭區中正里                           | 富華街、龍華路路口         | 龍潭區市區道路 （龍華路）  | 龍潭區高平里                                        | 打鐵坑                          | 台3乙線                             | 4.983  |                      |
| 桃66線    | 半路店－三角林       | 龍潭區中正里 龍潭區上華里              | 龍華路、中正路路口         | 市道113號                  | 龍潭區上林里                                        | 民生路、中豐路路口              | 台3線                               | 2.431  |                      |
| 桃66-1線  | 新龍路－民生路       | 龍潭區龍星里、上林里                   | 金龍路、新龍路路口         | 龍潭區市區道路（新龍路）   | 龍潭區上林里、上華里                                | 金龍路、民生路路口              | 桃66線                              | 1.968  | [ 1 ]                |
| 桃67線    | 楊梅－石崎子         | 楊梅區紅梅里                           | 校前路、中山路路口         | 台1線                      | 龍潭區高平里                                        | 高楊南／龍源路路口              | 台3乙線                             | 13.182 | [ M 5 ]              |
| 桃68線    | 高原－高平           | 龍潭區高原里                           | 高原路、中原路路口         | 桃69線                     | 龍潭區高平里                                        | 高原路、中豐路路口              | 台3線                               | 1.675  |                      |
| 桃68-1線  | 高原路－中豐路高平段 | 龍潭區高原里                           | 龍源路高原段、高原路路口   | 桃68線                     | 龍潭區高平里                                        | 龍源路高原段、中豐路高平段路口  | 台3線 · 台3乙線                     | 0.701  | [ 1 ]                |
| 桃69線    | 監橋－六福里         | 龍潭區上林里                           | 中原路、中豐路路口         | 台3線                      | 龍潭區高原里                                        | 桃園新竹縣界                    | 竹69線                              | 4.813  | [ C 11 ] [ M 6 ]     |
| 桃71線    | 老坑口－蕭厝         | 楊梅區永寧里                           | 老莊路／ 楊梅照門道路口    | 桃67線                     | 楊梅區永寧里                                        | 桃園新竹縣界                    | 竹71線                              | 2.637  | [ C 12 ]             |
| 桃72線    | 六古－霄裡           | 楊梅區高上里 楊梅區高榮里              | 幼獅路、高上路路口         | 桃80線 · 桃102線           | 八德區霄裡里                                        | 長興路801巷、長興路路口         | 市道114號                           | 12.433 |                      |
| 桃72-1線  | 平東路－石門大圳     | 平鎮區建安里 平鎮區東勢里              | 廟前路、平東路路口         | 桃72線                     | 平鎮區東勢里                                        | 北商大桃園校區附近              | 桃75線                              | 1.1    | 0k+130－0k+860未開闢 |
| 桃73線    | 埔心－龍潭           | 楊梅區埔心里                             | 中興路、永美路路口         | 台1線                      | 楊梅區高山 龍潭區凌雲里 龍潭區中山里                | 聖亭路、中豐路路口              | 台3線                               | 6.709  |                      |
| 桃73-1線  | 凌雲岡－竹窩子       | 龍潭區凌雲里                           | 竹龍路、聖亭路路口         | 桃73線                     | 龍潭區凌雲里                                        | 竹龍路／龍潭新埔路口            | 桃20線                              | 1.920  |                      |
| 桃74線    | 龍岡－士校           | 中壢區龍岡里                           | 龍岡圓環                   | 市道112號                  | 中壢區龍昌里 中壢區龍安里 中壢區中堅里              | 龍東路／中山東路口              | 市道114號                           | 1.794  |                      |
| 桃75線    | 東勢－黃泥塘         | 平鎮區東勢里                           | 金陵路七段、福龍路路口     | 市道113甲線                | 龍潭區黃唐里 龍潭區永興里                           | 成功路、中興路路口              | 台3線                               | 4.630  |                      |
| 桃76線    | 清雲科大－仁美       | 中壢區明德里 中壢區新興里              | 後興路、龍岡路路口         | 中壢區市區道路 （龍岡路）  | 中壢區至善里 中壢區後寮里 中壢區仁福里 中壢區仁美里 | 後興路／中山東路口              | 市道114號                           | 2.245  |                      |
| 桃77線    | 普仁－馬祖新村       | 中壢區後寮里 中壢區普慶里 中壢區仁美里 | 龍興路／中山東路口         | 市道114號                  | 中壢區龍德里 中壢區龍岡里                           | 龍興路、龍岡路路口              | 市道112號                           | 1.801  |                      |
| 桃77-1線  | 龍慈路－仁慈路       | 中壢區龍德里 中壢區龍慈里              | 龍慈路、龍興路路口         | 桃77線                     | 中壢區仁美里                                        | 仁慈路、榮民南路路口            | 中壢區市區道路（榮民南路）          | 1.738  | [ 3 ]                |
| 桃78線    | 東高山頂－廣興       | 平鎮區雙連里 楊梅區高榮里              | 陸光路、復旦路四段口       | 平鎮區陸光路及復旦路四段口 | 平鎮區義興里                                        | 育英路、義民路延平路一.二段路口 | 縣道110甲                           | 3.362  |                      |
| 桃79線    | 犁頭洲－楊梅         | 新屋區頭洲里                           | 梅高路／中山東路口         | 市道114號                  | 楊梅區水美里 楊梅區楊梅里                           | 梅高路、楊新路路口              | 市道115號                           | 5.874  |                      |
| 桃80線    | 水尾－高榮           | 楊梅區高山                             | 幼獅路、梅高路路口         | 桃79線                     | 楊梅區高山 楊梅區高榮里                             | 幼獅路、高上路路口              | 桃72線 · 桃102線                    | 2.276  |                      |
| 桃81線    | 犁頭洲－老飯店       | 新屋區頭洲里                           | 青田路、梅高路路口         | 桃79線                     | 楊梅區上田里                                          | 和平路、楊新路路口              | 市道115號                           | 3.336  |                      |
| 桃82線    | 新屋－上大堀         | 新屋區新屋里                           | 中山路244巷口              | 市道114號                  | 觀音區藍埔里                                        | 苦練腳                          | 桃83線                              | 4.060  |                      |
| 桃83線    | 山子頂－富源         | 觀音區廣福里                           | 大福路、福山路路口         | 桃35-1線                   | 觀音區富源里                                        | 新富路、民族路路口              | 市道114號                           | 7.908  |                      |
| 桃84線    | 新坡－大嶺頂         | 觀音區大同里                           | 新華路、中山路路口         | 觀音區市區道路 （中山路）  | 新屋區石磊里 新屋區清華里                           | 新華路、中華路路口              | 市道115號                           | 4.548  |                      |
| 桃85線    | 忠愛莊－富源         | 中壢區內厝里 中壢區山東里              | 忠愛莊東側                 | 市道112號                  | 觀音區富源里                                        | 大圳橋                          | 桃83線                              | 4.225  |                      |
| 桃87線    | 金湖－後湖           | 觀音區廣興里                           | 金橋路、中山路路口         | 市道112號                  | 觀音區新興里 新屋區石磊里                           | 六股埤東北側                    | 桃92線                              | 5.717  |                      |
| 桃89線    | 觀音－新屋           | 觀音區觀音里                           | 觀音區公所西側             | 市道112號                  | 新屋區新生里                                        | 中正路198巷口                   | 新屋區市區道路 （中正路）           | 9.016  |                      |
| 桃89-1線  | 羅厝－公館           | 新屋區石磊里                           | 羅厝池西側                 | 桃89線                     | 新屋區赤欄里                                        | 公館東側                        | 市道114號                           | 2.088  |                      |
| 桃90線    | 海邊－塘頭           | 觀音區保生里                           | 海邊                       | 無                         | 觀音區大塘里 觀音區觀音里                           | 塘背北側                        | 台15線                              | 0.301  |                      |
| 桃91線    | 觀新橋－大莊埔       | 觀音區保生里                           | 觀新橋                     | 無                         | 新屋區大坡里                                        | 大莊埔                          | 桃104線                             | 6.437  | [ M 7 ]              |
| 桃92線    | 大潭海邊－石磊       | 觀音區大潭里                           | 觀音交流道東北側           | 桃90線                     | 新屋區石磊里                                        | 石磊                            | 市道115號                           | 7.107  |                      |
| 桃93線    | 大欄海邊－甲頭屋     | 新屋區永興里                           | 下北湖                     | 無                         | 新屋區東明里                                        | 甲頭屋                          | 市道114號                           | 6.699  | [ M 8 ]              |
| 桃93-1線  | 員笨－下田心         | 新屋區下田里                           | 員笨                       | 桃93線                     | 新屋區下田里                                        | 下田心                          | 市道114號                           | 1.455  |                      |
| 桃94線    | 海邊－二座屋         | 觀音區保生里                           | 小飯壢溪前                 | 無                         | 觀音區保生里                                        | 保生東北側                      | 無                                  | 3.252  |                      |
| 桃95線    | 北湖－下庄子           | 新屋區下埔里 新屋區石牌里              | 北湖國小西南側             | 桃93線                     | 新屋區永安里                                        | 下庄子西側                        | 市道114號                           | 2.382  |                      |
| 桃96線    | 崁頭厝－下庄子         | 新屋區永安里                           | 永安                       | 市道114號                  | 新屋區永安里 新屋區下田里                           | 下庄子                            | 桃91線                              | 4.342  | [ M 9 ]              |
| 桃97線    | 坡寮－富源           | 觀音區大堀里 觀音區新坡里 觀音區金湖   | 大湖路二段、中山路二段路口 | 市道112號                  | 觀音區富源里                                        | 新富路96巷、新富路路口          | 桃83線                              | 7.939  |                      |
| 桃99線    | 金湖－下青埔         | 觀音區金湖                             | 金華路、中山路路口         | 市道112號                  | 觀音區藍埔里                                        | 金華路、新華路路口              | 桃84線                              | 2.908  |                      |
| 桃100線   | 上槺榔－九斗         | 新屋區槺榔里                           | 大莊埔東側                 | 桃104線                    | 新屋區埔頂里                                        | 埔頂國小北側                    | 市道115號                           | 6.937  | [ M 10 ]             |
| 桃102線   | 九斗－高榮           | 新屋區九斗里                           | 紅崁頭東北側               | 市道115號                  | 中壢區過嶺里                                        | 高榮                            | 市道114號                           | 9.863  |                      |
| 桃103線   | 海邊－蚵間           | 新屋區蚵間里                           | 海邊                       | 無                         | 新屋區蚵間里                                        | 深坑橋北邊                      | 台15線                              | 1.186  |                      |
| 桃104線   | 蚵間海邊－甲頭屋     | 新屋區蚵間里                           | 羊寮港橋                   | 無                         | 新屋區東明里                                        | 甲頭屋                          | 市道114號                           | 10.508 | [ M 8 ]              |
| 桃106線   | 笨港－老飯店         | 新屋區笨港里 新屋區槺榔里              | 笨港國小東南側             | 台15線                     | 楊梅區瑞原里                                        | 民有路、楊新路路口              | 市道115號                           | 12.373 |                      |
| 桃107線   | 大莊埔－新湖橋       | 新屋區大坡里                           | 大莊埔                     | 桃104線                    | 新屋區望間里                                        | 桃園新竹縣界                    | 竹107線                             | 2.574  | [ C 13 ] [ M 11 ]    |
| 桃109線   | 新屋－社子里         | 新屋區新生里                           | 中興路、中山路路口         | 市道114號                  | 楊梅區富岡里                                        | 桃園新竹縣界                    | 竹109線                             | 7.815  | [ C 14 ]             |
| 桃110線   | 十五間－下水尾       | 新屋區望間里                           | 呂屋                       | 桃106線                    | 楊梅區水美里                                        | 民富路、楊新路路口              | 市道115號                           | 8.916  |                      |
| 桃111線   | 老飯店－上四湖       | 楊梅區瑞原里                           | 民豐路、楊新路路口         | 市道115號                  | 楊梅區三湖里 楊梅區上湖                               | 民安路、楊湖路路口              | 桃13線                              | 4.048  |                      |
| 桃112線   | 霞雲坪－流霞         | 復興區霞雲里                           | 霞雲橋                     | 台7線                      | 復興區霞雲里                                        | 優霞雲                          | 無                                  | 2.489  |                      |
| 桃113線   | 蘇樂－三光           | 復興區高義里                           | 蘇樂                       | 台7線                      | 復興區三光里                                        | 桃園新竹縣界                    | 竹60-1線                            | 8.102  |                      |
| 桃114線   | 三民－蝙蝠洞         | 復興區三民里                           | 東光橋                     | 台7線                      | 復興區三民里                                        | 基國派東北側                    | 無                                  | 3.003  |                      |
| 桃115線   | 復興橋－義盛         | 復興區羅浮里                           | 溪內派出所                 | 台7線                      | 復興區義盛里                                        | 義盛國小東南側                  | 無                                  | 3.769  |                      |
| 桃116線   | 巴陵－上巴陵         | 復興區華陵里                           | 巴陵駐在所                 | 台7線                      | 復興區華陵里                                        | 埤谷山正北方                    | 無                                  | 10.919 |                      |
| 桃117線   | 水源地－復興         | 復興區澤仁里                           | 水源橋東側                 | 台7線                      | 復興區澤仁里                                        | 復興消防分隊                    | 無                                  | 1.378  |                      |
| 桃118線   | 洞口－湳仔溝         | 大溪區福安里                           | 百吉隧道北口               | 台7線                      | 大溪區復興里                                        | 百吉隧道南口                    | 台7線                               | 3.248  |                      |
| 桃118-1線 | 後湖－煉油廠         | 大溪區福安里                           | 後慈湖                     | 無                         | 大溪區福安里                                        | 石龜坑西側                      | 桃118線                             | 1.538  |                      |
| 桃119線   | 東眼山－復興         | 復興區霞雲里、三峽區插角里             | 桃園市、新北市界           | 插角里山路                 | 復興區澤仁里                                        | 澤仁橋南側                      | 台7線                               | 9.965  | [ C 15 ]             |
| 桃121線   | 崙子坪－南港         | 大園區北港里                           | 雙溪                       | 台61線                     | 大園區南港里                                        | 雙溪二號橋                      | 台15線                              | 2.050  | [ 4 ]                |

### 更動記錄
1. ↑  由跨縣鄉道桃北2線改編而來。
2. ↑  由跨縣鄉道桃北4線改編而來。
3. ↑  由跨縣鄉道桃北4-1線改編而來。
4. ↑  由跨縣鄉道桃北9線改編而來。
5. ↑  由跨縣鄉道桃北9-1線改編而來。
6. ↑  由跨縣鄉道桃北10線改編而來。
7. ↑  由跨縣鄉道竹桃10線改編而來。
8. ↑  由跨縣鄉道竹桃20線改編而來。
9. ↑  由跨縣鄉道竹桃18線改編而來。
10. ↑  由跨縣鄉道竹桃28-1線改編而來。
11. ↑  由跨縣鄉道桃竹69線改編而來。
12. ↑  由跨縣鄉道桃竹71線改編而來。
13. ↑  由跨縣鄉道桃竹107線改編而來。
14. ↑  由跨縣鄉道桃竹109線改編而來。
15. ↑  由跨縣鄉道北桃113線改編而來。

### 勘誤
本段落列出公路總局路線里程表上之地名錯誤處：
1. ↑  起點地名作「桃園市」，但是原桃園（縣轄）市已改制為桃園區，不妥。而且該路線名稱並不是按照起迄點格式命名。
2. ↑  起點地名作「缺仔」，實際起點應作「崎腳」為宜。
3. ↑  起點地名作「崎角」，實際起點應作「田心子」為宜。
4. ↑  終點地名作「大溪坪」，實際終點應作「阿姆坪」為宜。
5. ↑  終點地名作「高種山」，實際終點應作「石崎子」為宜。
6. ↑  終點地名作「六福段」，實際終點應作「六福里」為宜。
7. ↑  終點地名作「上慷榔」，實際終點應作「大莊埔」為宜。
8. 1 2  終點地名作「甲頭厝」，實際終點應作「甲頭屋」為宜。
9. ↑  終點地名作「下埔」，實際終點應作「下庄子」為宜。
10. ↑  起點地名作「上慷榔」，實際起點應作「上槺榔」為宜。
11. ↑  起點地名作「大莊埔」，實際點應作「上槺榔」為宜。